# Dominique Chaloult
Dominique Chaloult  est une personnalité publique québécoise œuvrant dans le domaine des médias.

## Carrière
Dominique Chaloult est directrice des variétés à Radio-Canada de juin 2004 à juin 2009, présidente et fondatrice de la Boîte de Prod de juin 2010 à décembre 2011 et directrice générale de la programmation et des nouveaux médias à Télé-Québec de janvier 2012 à décembre 2014. Pendant son séjour à Télé-Québec, elle a développé les émissions Les Bobos, Deux hommes en or, SNL Québec et 125, Marie-Anne.
En novembre 2014, Dominique Chaloult est nommée directrice générale de la Télévision de Radio-Canada.
Dominique Chaloult est reconnue Personnalité Infopresse 2015.

## Vie personnelle
Dominique Chaloult est la conjointe de Pierre Arcand, la fille de l’attachée de presse Francine Chaloult et la nièce de Suzanne Lévesque. Elle est une grande amie de Marc Labrèche et de Jean-René Dufort